# Her Nameless Child
Her Nameless Child é um filme de drama mudo britânico de 1915, dirigido por Maurice Elvey e estrelado por A. V. Bramble, Fred Groves e M. Gray Murray. Foi baseado na peça de Madge Duckworth.

## Elenco
- A. V. Bramble - Lord Harry Woodville
- Fred Groves - Arthur Ford
- M. Gray Murray
- Elisabeth Risdon - Phyllis / Alice Ford